# Азиз, Тарик (хоккеист на траве, 1938)
Тарик Азиз (урду طارق عزیز‎, англ. Tariq Aziz, 5 февраля 1938, Амритсар, Британская Индия) — пакистанский хоккеист (хоккей на траве), защитник. Олимпийский чемпион 1968 года, серебряный призёр летних Олимпийских игр 1964 года.

## Биография
Тарик Азиз родился 5 февраля 1938 года в индийском городе Амритсар.
В 1959 году окончил колледж в Лахоре, в 1966 году получил магистерскую степень в университете сельского хозяйства в Лайяллпуре.
В 1962 году в составе сборной Пакистана завоевал золотую медаль хоккейного турнира летних Азиатских игр в Джакарте.
В 1964 году вошёл в состав сборной Пакистана по хоккею на траве на Олимпийских играх в Токио и завоевал серебряную медаль. Играл на позиции защитника, провёл 1 матч, мячей не забивал.
В 1966 году в составе сборной Пакистана завоевал серебряную медаль хоккейного турнира летних Азиатских игр в Бангкоке.
В 1968 году вошёл в состав сборной Пакистана по хоккею на траве на Олимпийских играх в Мехико и завоевал золотую медаль. Играл на позиции защитника, провёл 8 матчей, забил 2 мяча в ворота сборной Австралии.
В том же году получил от президента Пакистана награду Pride of Perfomance.
В 1961—1968 годах провёл за сборную Пакистана 61 матч, забил 9 мячей.
В 1962—1997 годах работал в университете сельского хозяйства в Лайяллпуре (с 1977 — Фейсалабад), пройдя трудовой путь от инструктора до профессора ветеринарии.